# یک دروغ زیبا (ترانه)
«یک دروغ زیبا» (به انگلیسی: A Beautiful Lie) تک‌آهنگی از ترتی سکندز تو مارس است که در ۱۷ دسامبر ۲۰۰۷ منتشر شد.